# Mona (album)
Mona – debiutancki album grupy rockowej Mona z Nashville. Na płycie znajdują się single Listen to Your Love, Teenager, Lean Into the Fall i Shooting the Moon, lecz jako pierwszy ukazał się Trouble On the Way. Z okazji premiery płyty Mona pojawiła się w Polsce dwukrotnie – 17 października 2010 roku w warszawskiej Stodole oraz 7 lipca na Stadionie Miejskim we Wrocławiu w ramach Rock In Wroclaw Festival.

## Lista utworów
| #   | Tytuł                                                                   | Czas |
| --- | ----------------------------------------------------------------------- | ---- |
| 1.  | Cloak & Dagger                                                          | 2:40 |
| 2.  | Listen To Your Love                                                     | 3:25 |
| 3.  | Teenager                                                                | 2:55 |
| 4.  | Lines In the Sand                                                       | 3:23 |
| 5.  | Taboo Lights                                                            | 2:54 |
| 6.  | Lean Into the Fall                                                      | 3:10 |
| 7.  | Say You Will                                                            | 4:11 |
| 8.  | Shooting the Moon                                                       | 3:26 |
| 9.  | Pavement                                                                | 3:00 |
| 10. | Trouble On the Way                                                      | 2:36 |
| 11. | Alibis (piosenka bonusowa, nie wymieniona w spisie utworów)             | 3:38 |
| 12. | All This Time (piosenka bonusowa, dostępna na specjalnym wydaniu płyty) | 3:15 |
| 13. | The Tally (7. piosenka na płycie wydanej w USA)                         | 2:35 |
| 14. | I Seen (12. piosenka na płycie wydanej w USA)                           | 3:33 |

Muzyka i słowa: Nick Brown, Vincent Gard, Jordan Young, Zachary Lindsey.